# Richard Grunberger
Richard Grunberger (7. března 1924 Vídeň – 15. února 2005) byl historik zabývající se dějinami nacionálního socialismu.
Narodil se ve Vídni v židovské rodině, po anšlusu Rakouska byl poslán prvním transportem dětí do Anglie. Zpočátku žil v uprchlickém táboře v Lowestoftu, později v rodině židovského krejčího ve West Endu. Po získání stipendia vystudoval historii na londýnské King's College.

## Dílo
- 1970, Hitler's SS. Weidenfeld & Nicolson, London, ISBN 0-297-00210-4
- 1971, A Social History of the Third Reich. Weidenfeld & Nicolson, London, ISBN 0-297-00294-5
- 1973, Red Rising in Bavaria. Arthur Barker Ltd., London, ISBN 0-213-16420-5
- 1964, Germany 1918–1954. Dufour Editions, Philadelphia, Pennsylvania, USA